# Bärlappgewächse
Die Bärlappgewächse (Lycopodiaceae) sind die einzige rezente Familie der Ordnung Bärlappartige (Lycopodiales). Zusammen mit den Isoetales und den Selaginellales stellen sie die noch lebenden Vertreter der Bärlapppflanzen (Lycopodiophytina) dar. Die ältesten Bärlappgewächse sind aus rund 420 Millionen Jahre alten Ablagerungen (Ludlow, Silur) von Australien bekannt geworden.

## Beschreibung
Die Bärlappgewächse sind immergrüne krautige Pflanzen. Die Verzweigung erfolgt gabelig (Dichotomie), jedoch übergipfelt dabei ein Seitentrieb den anderen, sodass es zu scheinbar monopodialen Trieben kommt. In der Regel sind die Sprosse kriechend. Sekundäres Dickenwachstum kommt nicht vor. Die Wurzeln sind in der Regel mykorrhiziert. Sie sind ebenfalls dichotom verzweigt und wachsen mit einer Gruppe von Initialzellen. 
Das Leitbündelsystem in der Sprossachse ist eine Plektostele. Die Siebzellen im Phloem besitzen Siebfelder an den Längswänden, aber keine Siebplatten. Die Plektostele ist von einer Scheide aus unverholzten Zellen umgeben. Nach außen folgt eine Endodermis aus ein oder zwei Zellschichten mit dünnen, jedoch lignifizierten Zellwänden. Wie bei allen Gefäßsporenpflanzen entspricht die Endodermis der innersten Rindenschicht. Die äußere Rinde wird von stark verholzten Sklerenchymzellen gebildet. 

### Blätter
Die Blätter stehen dicht und unregelmäßig an den Sprossachsen. Es sind nadelförmige Mikrophylle. Sie besitzen eine unverzweigte Mittelrippe. Nur bei wenigen Arten ist das Mesophyll in Palisaden- und Schwammparenchym differenziert. Die Epidermis-Zellen besitzen keine Chloroplasten. 

### Sporophylle und Sporangien

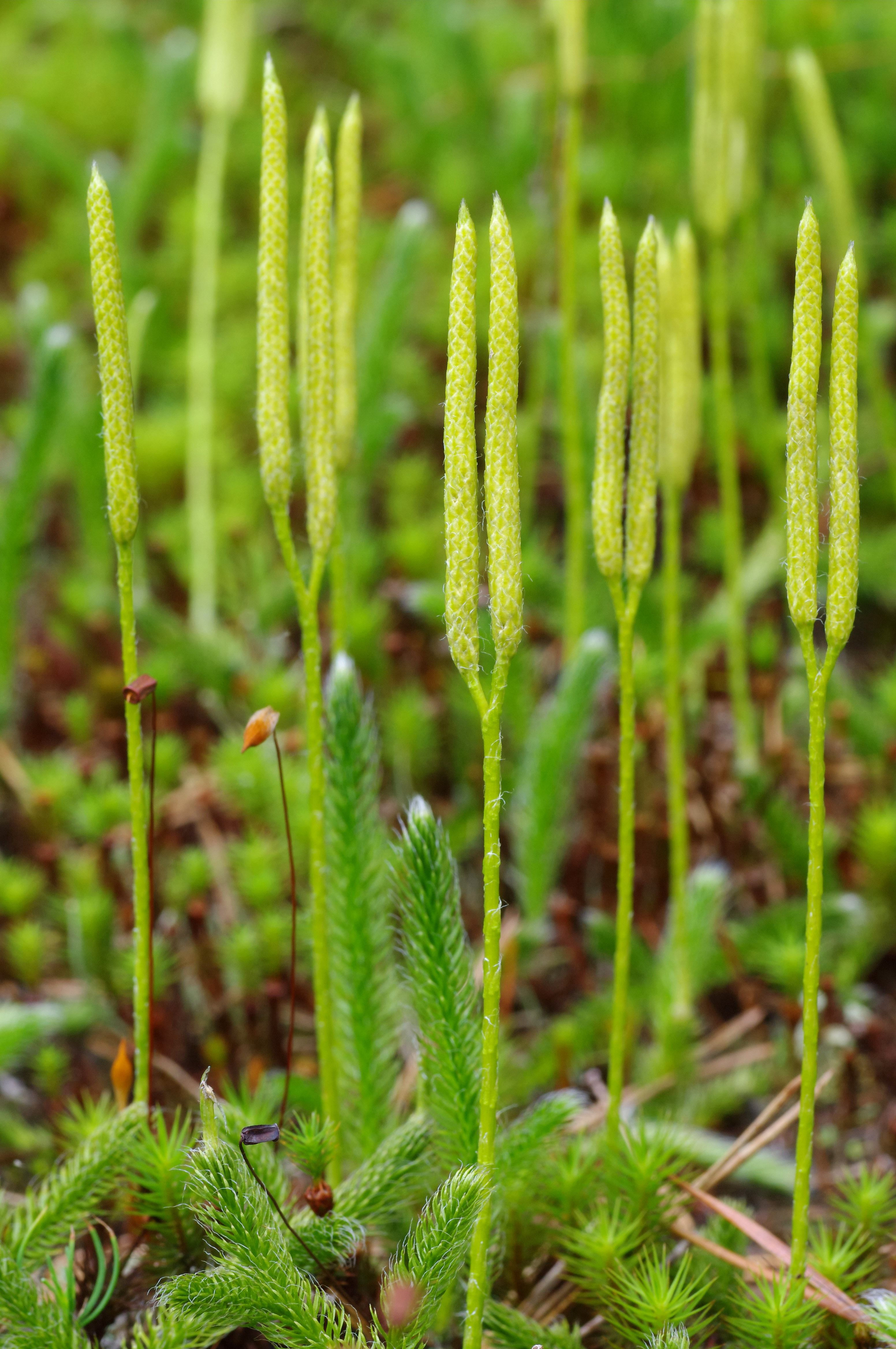
Sporophyllstände beim Keulen-Bärlapp (Lycopodium clavatum)

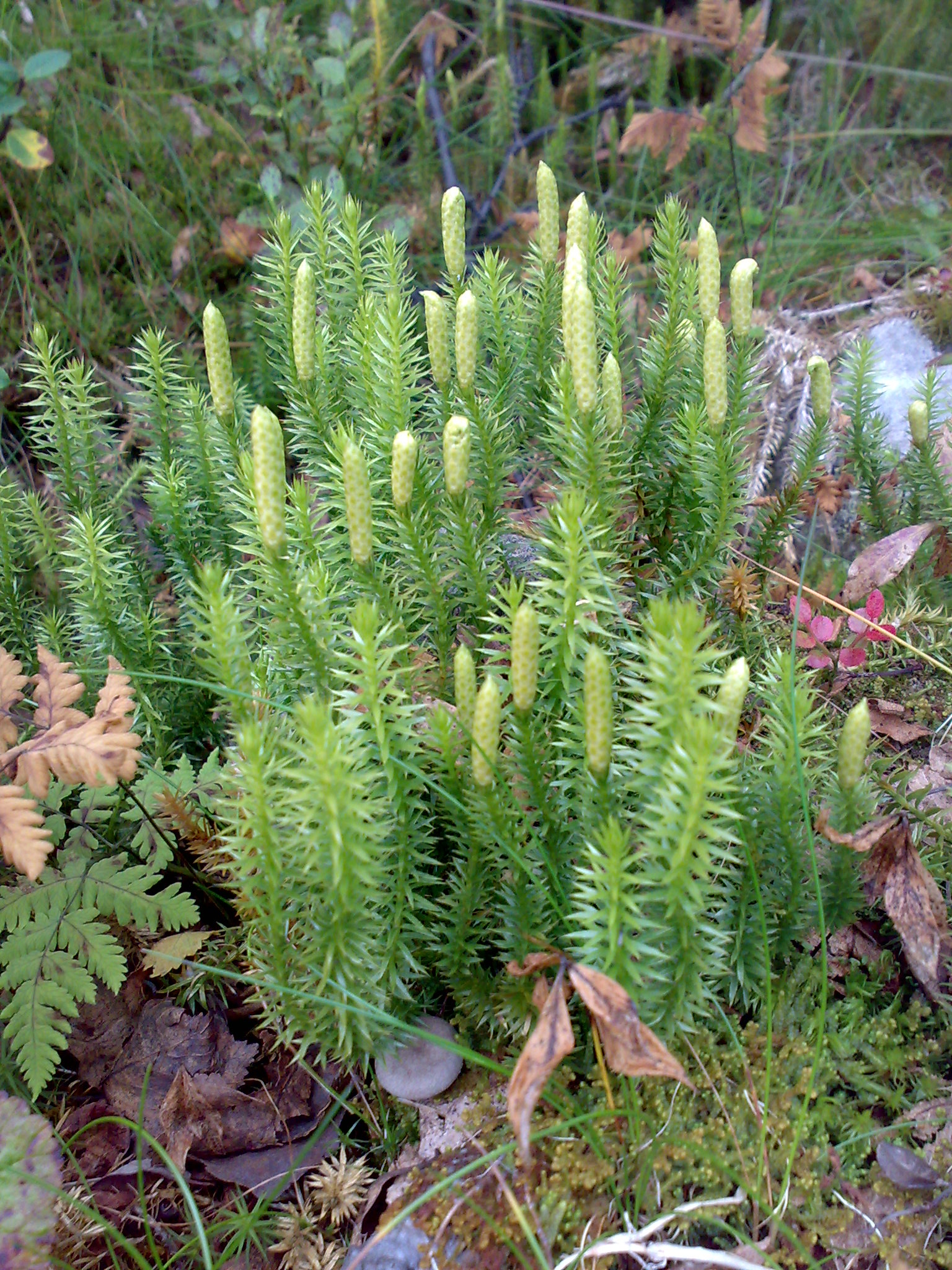
Sporophyllstände beim Schlangen-Bärlapp (Lycopodium annotinum)

Bei Lycopodium wachsen einige Sprosse negativ gravitrop, das heißt senkrecht nach oben. Oberhalb einer blattarmen Region wird ein dichter, ährenförmiger Sporophyllstand gebildet. Dabei wird der Sprossscheitel aufgebraucht, es ist kein weiteres Wachstum dieses Sprosses mehr möglich. Huperzia bildet an aufrechten Sprossen je nach Jahreszeit Sporophylle oder Trophophylle. 
Am Sporophyll sitzt am Grund je ein Sporangium, das häufig abgeflacht und nierenförmig ist. In ihm werden zahlreiche Meiosporen gebildet, die alle gleich groß sind (Isosporie). Die Sporangienwand ist mehrere Zellschichten dick (eusporangiat), nach innen schließt sich noch ein Sekretionstapetum an. Die Öffnung des Sporangium erfolgt durch einen Längsriss, dessen Stelle anatomisch vorgeformt ist. 
Die Bärlappsporen bleiben bis zur Reife in Tetraden zusammen. Das Exospor ist mehrschichtig und von netzartigen Verdickungsleisten bedeckt.

### Gametophyt
Die Keimung der Sporen erfolgt erst nach sechs bis sieben Jahren. Die Spore teilt sich zunächst in fünf Zellen und tritt dann in eine Ruhephase ein, die erst nach Bildung der Mykorrhiza aufgehoben wird. Danach entwickelt sich der Prothallium genannte Gametophyt. Er wächst unterirdisch und ist ein weißes Knöllchen, das sich heterotrophisch vom Mykorrhizapilz ernährt. Bei manchen Arten durchbricht das Prothallium die Erdoberfläche und ergrünt. Das Prothallium ist rund 2 Zentimeter groß, wulstig gelappt und mit schlauchförmigen Rhizoiden besetzt, die der Wasseraufnahme dienen. Nach 12 bis 15 Jahren tritt die Geschlechtsreife ein. Ein Prothallium bildet sowohl weibliche Archegonien wie auch männliche Antheridien, es ist also monözisch. Die meist zahlreichen Geschlechtsorgane sitzen an der Spitze des Prothalliums. Die vielzelligen Antheridien sind in das Gewebe eingesenkt und bilden ovale, zweigeißelige Spermatozoiden. Die auch eingesenkten Archegonien besitzen meist zahlreiche Halskanalzellen.
Der Embryo wird durch einen Suspensor weiter in das Gewebe des Prothalliums gedrückt. Der Embryo bildet ein Haustorium, mit dem er Nährstoffe aus dem Prothallium aufnimmt. Die erste Wurzel entsteht sprossbürtig (primäre Homorhizie).

## Verbreitung
Die Familie ist kosmopolitisch verbreitet. Die meisten Arten wachsen auf dem Boden terrestrisch, manche auch auf Gestein (epilithisch) oder auf Pflanzen (epiphytisch).

## Systematik

### Botanische Geschichte
Die Bärlappartigen (Lycopodiales) sind eine Ordnung der Bärlapppflanzen (Lycopodiopsida). Diese sind die basale Gruppe innerhalb der Gefäßpflanzen, das heißt, die Farne sind mit den Samenpflanzen näher verwandt als mit den Bärlapppflanzen. Innerhalb der Bärlapppflanzen haben genetische Studien gezeigt, dass die Bärlappe die basale Gruppe sind. Das Kladogramm zeigt die Verwandtschaftsverhältnisse innerhalb der rezenten Bärlapppflanzen, die nicht mehr aktuell so darzustellen sind:
|  | \| \| Moosfarnartige (Selaginellales) \| \| \| \| \| \| Brachsenkrautartige (Isoetales) \| \| \| \| |
|  | |
|  | Bärlappartige (Lycopodiales)                                                                        |
|  | |
|  | Moosfarnartige (Selaginellales)                                                                     |
|  | |
|  | Brachsenkrautartige (Isoetales)                                                                     |
|  | |

|  | Moosfarnartige (Selaginellales) |
|  |                                 |
|  | Brachsenkrautartige (Isoetales) |
|  |                                 |

Huperzia ist ein paraphyletisches Taxon, während Lycopodium und Lycopodiella monophyletisch sind. Die Verhältnisse zeigt folgendes Kladogramm.
|  | neotropische Huperzia-Arten                                       |
|  |                                                                   |
|  | \| \| Phylloglossum \| \| \| \| \| \| Huperzia selago \| \| \| \| |
|  |                                                                   |
|  | Phylloglossum                                                     |
|  |                                                                   |
|  | Huperzia selago                                                   |
|  |                                                                   |

|  | Phylloglossum   |
|  |                 |
|  | Huperzia selago |
|  |                 |

|  | Lycopodiella |
|  |              |
|  | Lycopodium   |
|  |              |

|  | neotropische Huperzia-Arten                                       |
|  |                                                                   |
|  | \| \| Phylloglossum \| \| \| \| \| \| Huperzia selago \| \| \| \| |
|  |                                                                   |
|  | Phylloglossum                                                     |
|  |                                                                   |
|  | Huperzia selago                                                   |
|  |                                                                   |

|  | Phylloglossum   |
|  |                 |
|  | Huperzia selago |
|  |                 |

|  | Lycopodiella |
|  |              |
|  | Lycopodium   |
|  |              |

### Innere Systematik
Die Familie umfasst vier Gattungen mit 380 bis 400 Arten. Neun davon sind in Mitteleuropa heimisch.

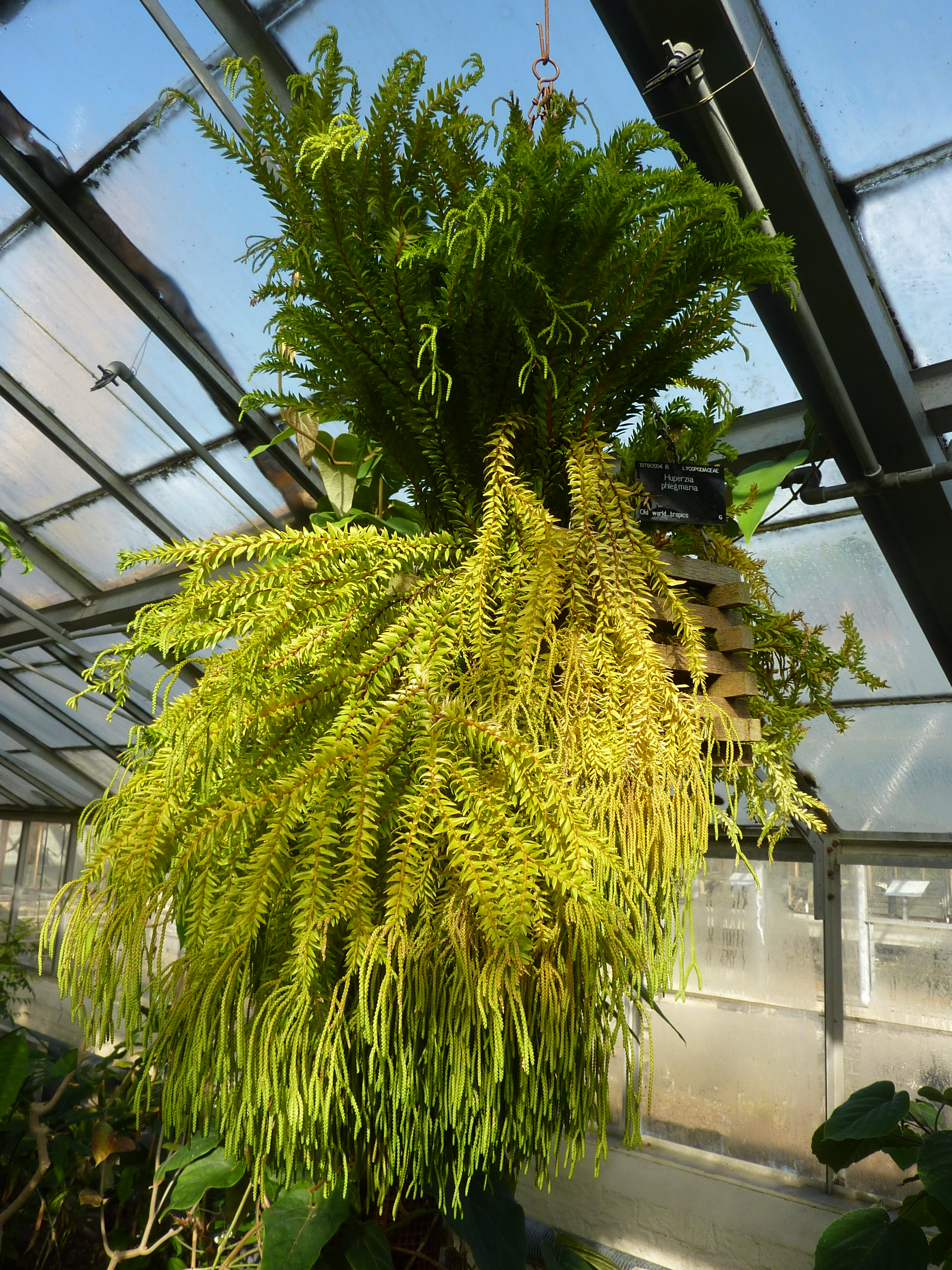
Huperzia phlegmaria

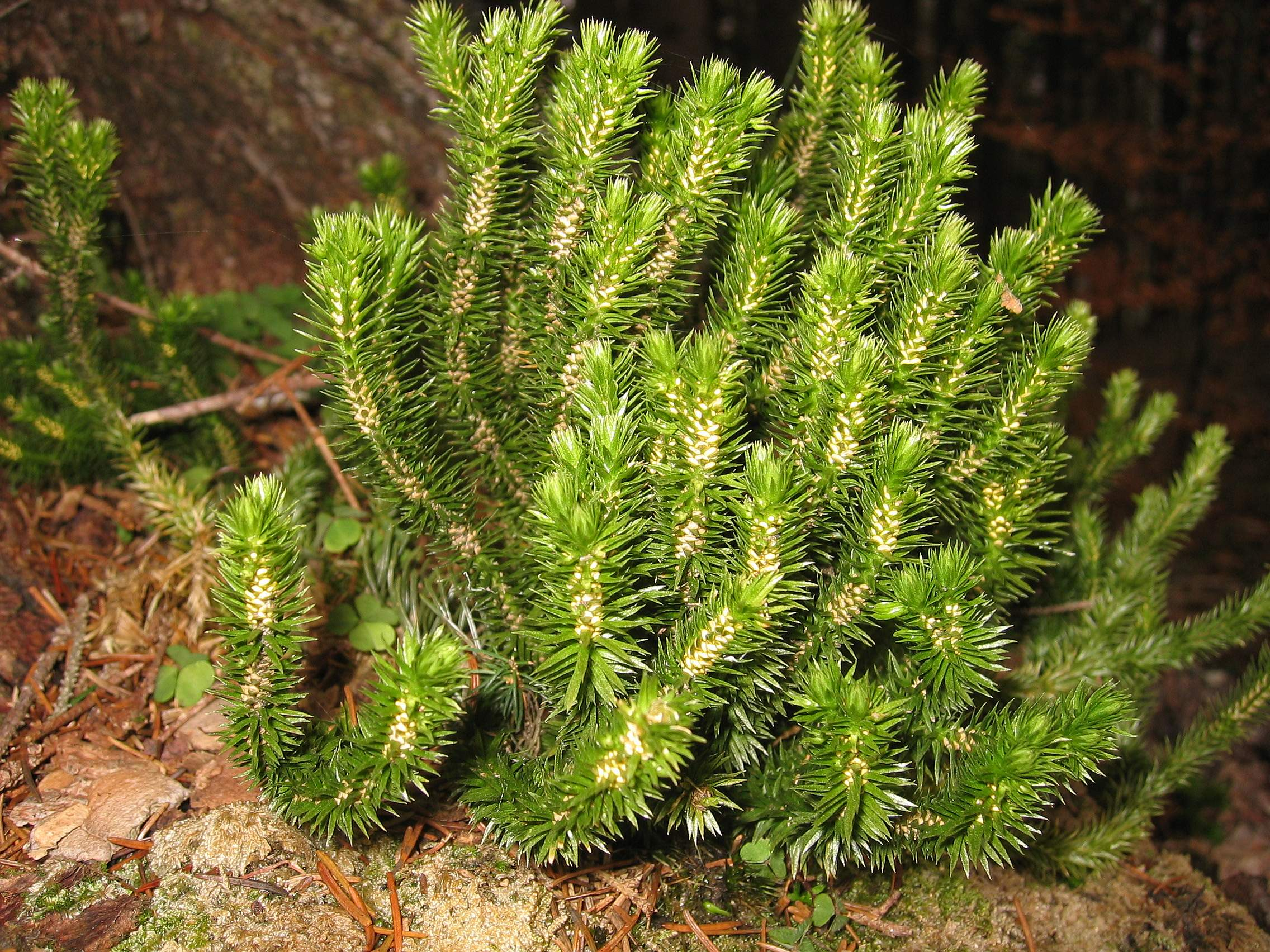
Tannenbärlapp (Huperzia selago)

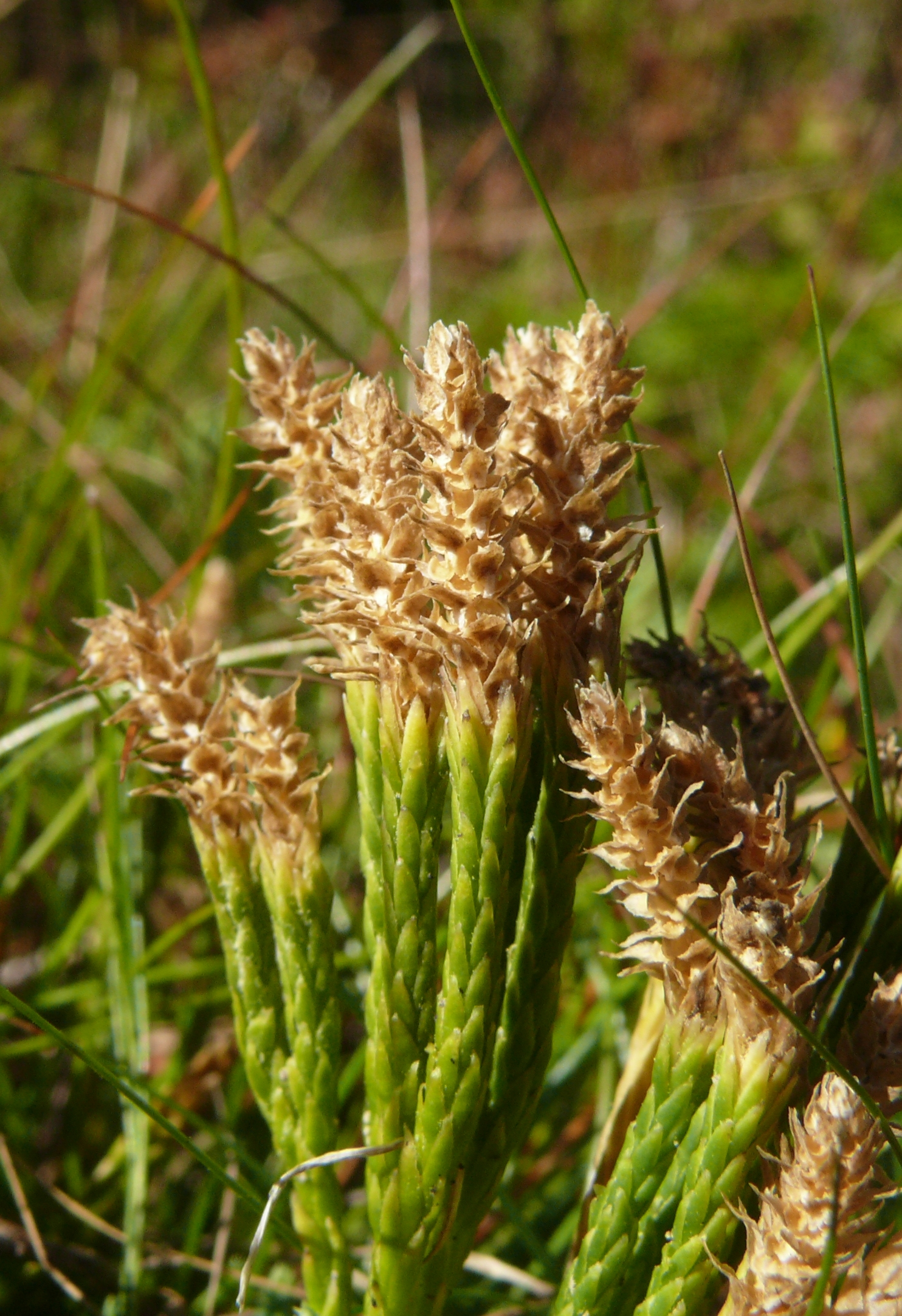
Alpen-Flachbärlapp (Lycopodium alpinum)

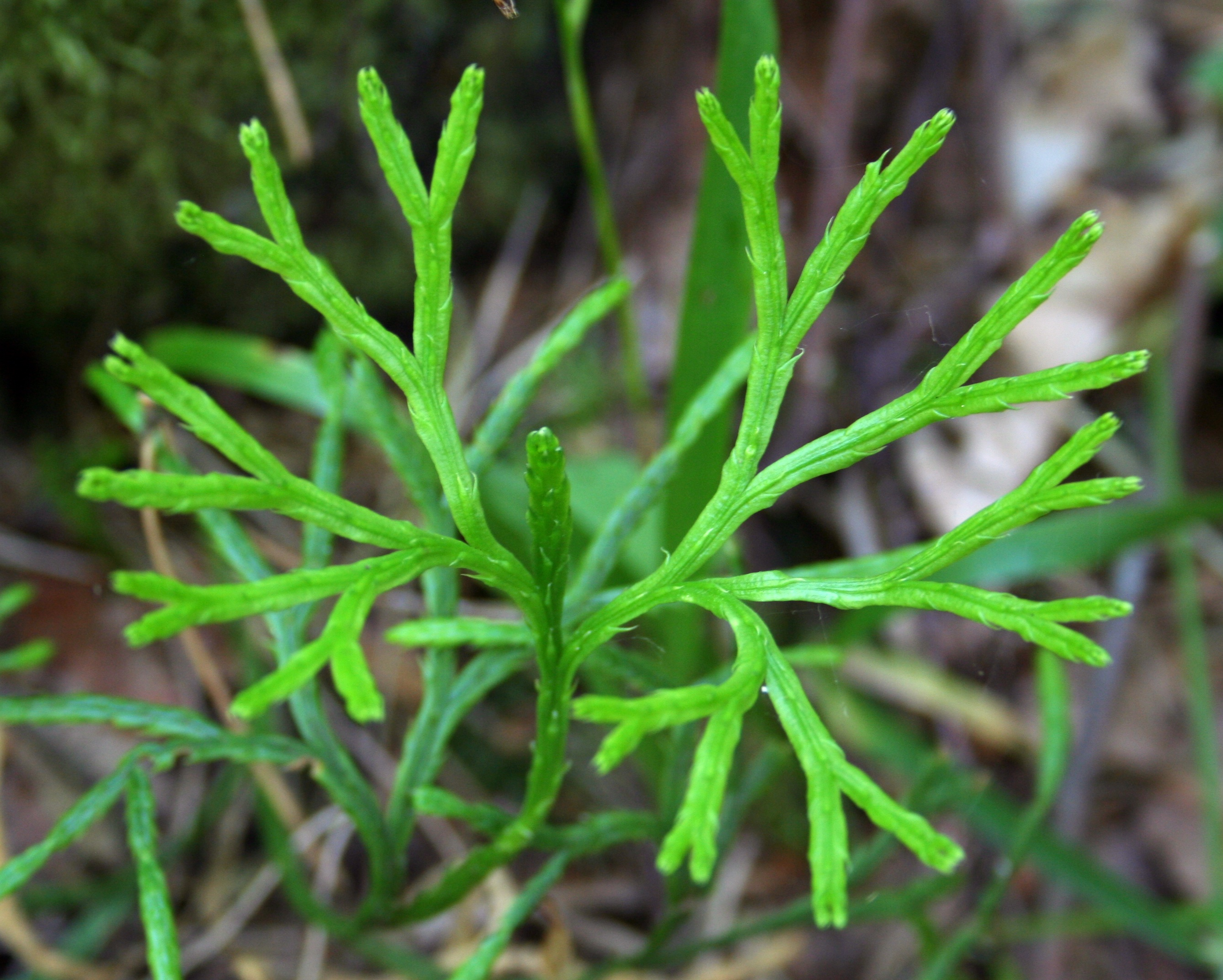
Gewöhnlicher Flachbärlapp (Lycopodium complanatum)

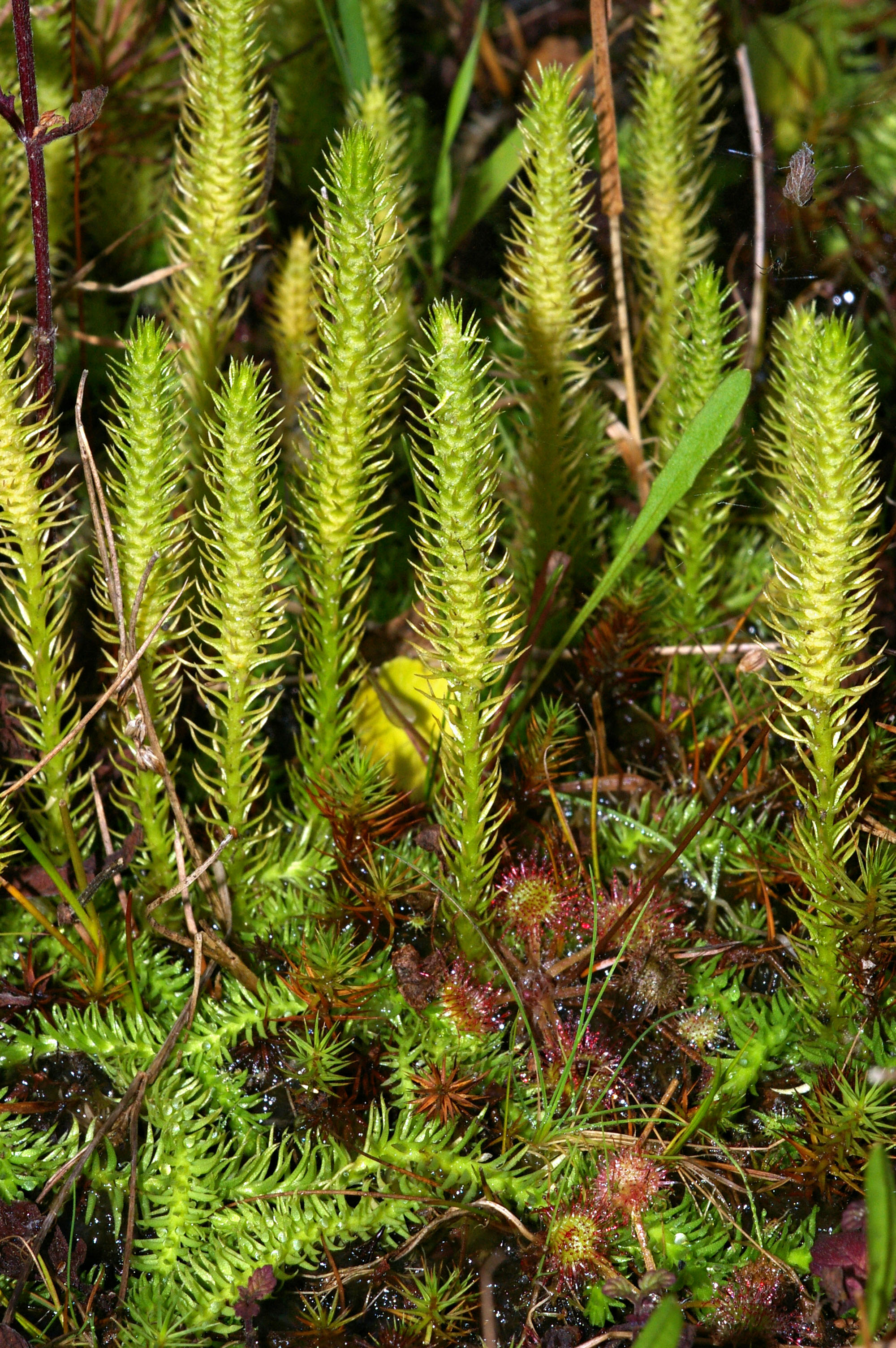
Gewöhnlicher Sumpf-Bärlapp (Lycopodiella inundata)

- Huperzia Bernh.: Die etwa 390 Arten kommen vorwiegend in den Tropen vor.
  - Huperzia dentata (Herter) Holub: Sie kommt auf den Azoren und auf Madeira vor.[5]
  - Huperzia phlegmaria (L.) Rothm., mit epiphytischer Lebensweise.
  - Tannenbärlapp (Huperzia selago (L.) Bernh. ex Schrank & Mart.), die einzige weitverbreitete Art dieser Gattung in Europa.
- Bärlappe (Lycopodium L.): Mit 40 bzw. 54 (wenn mit Diphasiastrum) Arten. Die vielfach als eigene Gattung abgetrennten Flachbärlappe (Diphasiastrum Holub) bilden keine natürliche Verwandtschaftsgruppe und werden daher in neueren Arbeiten in die Gattung Lycopodium eingegliedert.[4]
  - Keulen-Bärlapp (Lycopodium clavatum L.)
  - Schlangen-Bärlapp (Lycopodium annotinum L.)
  - Alpen-Flachbärlapp (Lycopodium alpinum L., Syn.: Diphasiastrum alpinum (L.) Holub), Verbreitungsgebiet: Europa, Türkei, Kaukasus, Sibirien, Zentral- und Ostasien, Nordamerika
  - Gewöhnlicher Flachbärlapp (Lycopodium complanatum L., Syn.: Diphasiastrum complanatum (L.) Holub)
  - Zypressen-Flachbärlapp (Lycopodium tristachyum Pursh, Syn.: Diphasiastrum tristachyum (Pursh) Holub)
- Lycopodiella Holub: Es gibt etwa 38 Arten, darunter:
  - Lycopodiella cernua (L.) Pic.Ser.: Sie kommt in den Tropen, in Europa nur auf den Azoren vor und ist in Portugal und Sizilien ein Neophyt.
  - Gewöhnlicher Sumpf-Bärlapp (Lycopodiella inundata (L.) Holub)
- Phylloglossum Kunze ist eine monotypische Gattung mit sehr abgeleiteten Merkmalen, die nur in Australien und Neuseeland vorkommt:
  - Phylloglossum drummondii Kunze

Die fossile Gattung Lycopodites aus dem Oberdevon war den rezenten Vertreter morphologisch bereits sehr ähnlich. Die Familie hat sich in 300 Millionen Jahren relativ unverändert erhalten. Der Großteil der Diversität ist jedoch erst in erdgeschichtlich junger Zeit entstanden, da die meisten Huperzia-Arten in den Tropen als Epiphyten auf Bäumen leben, was als relativ junge Anpassung gilt.